# Spranger Barry

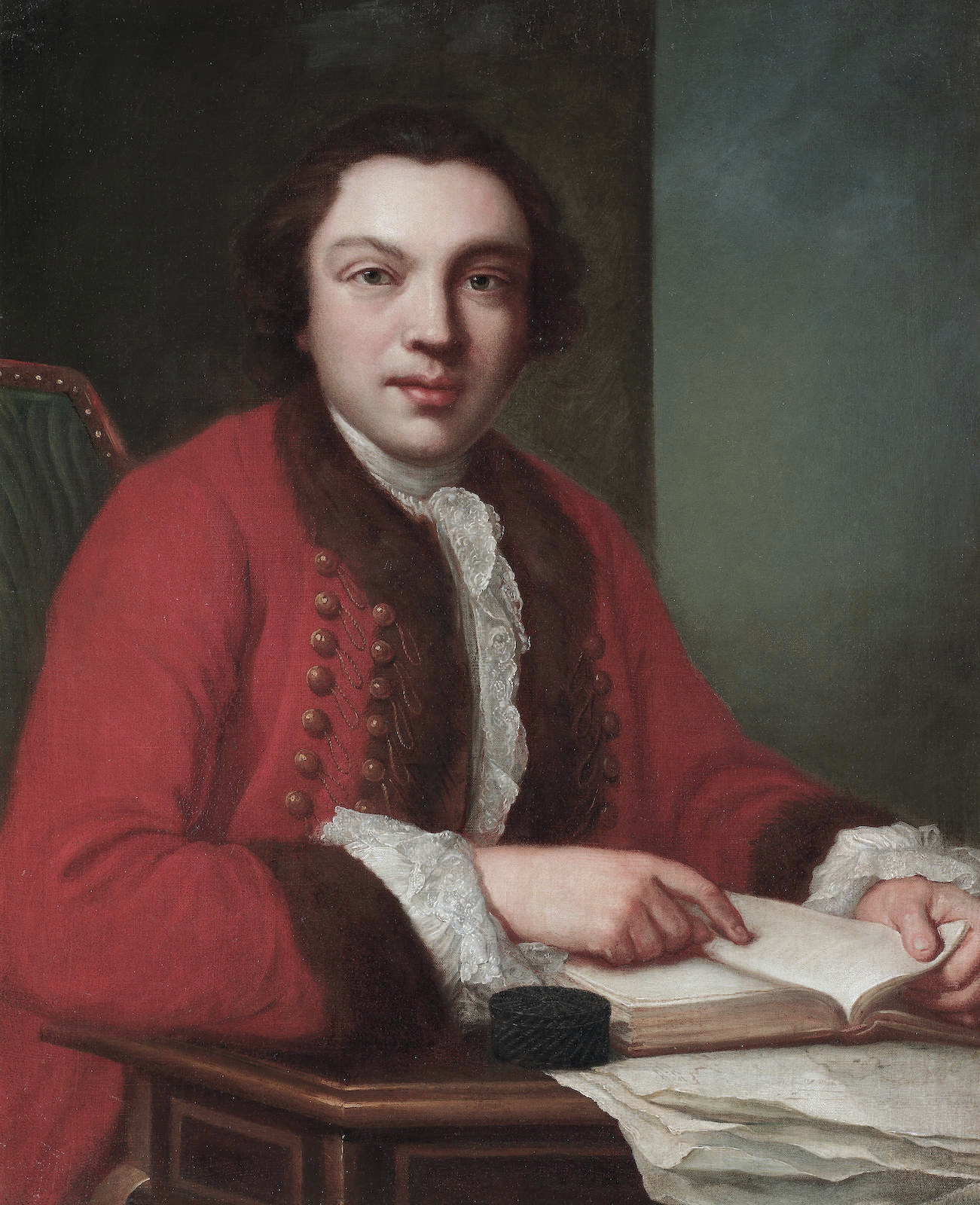
Spranger Barry

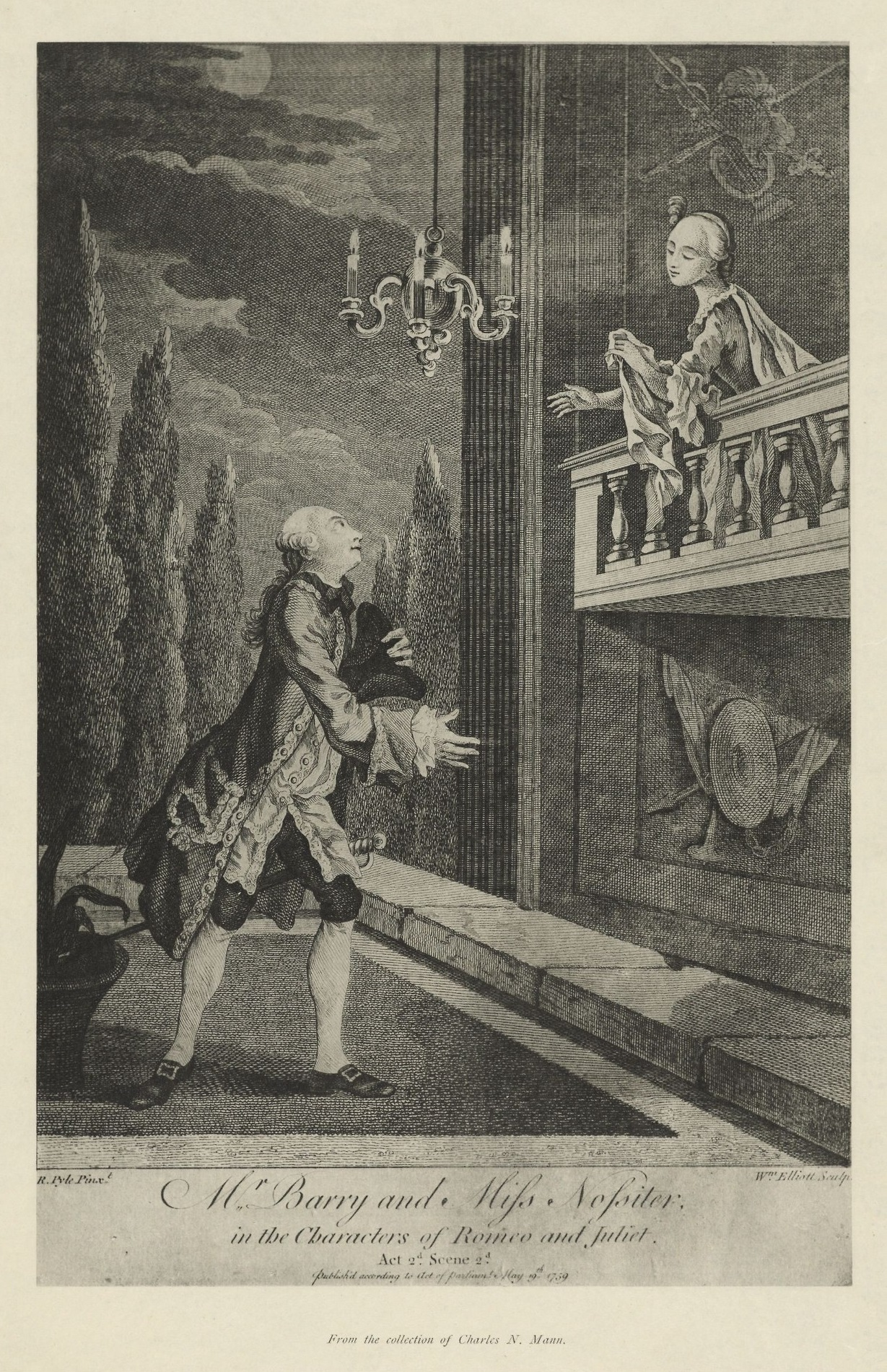
Spranger Barry (links) als Romeo mit Maria Isabella Nossiter als Julia in Shakespeares Romeo and Juliet, Covent Garden, 1759

Spranger Barry (* 23. November 1719 in Dublin; † 10. Januar 1777 in Covent Garden, London) war ein irischer Schauspieler und Theatergründer.

## Leben
Barry wurde 1719 in der Dubliner Skinner’s Row als Sohn eines Silberschmieds geboren und erlernte das Handwerk seines Vaters, dessen Betrieb er auch übernahm. Jedoch war er dabei wenig erfolgreich. Der ungewöhnliche Vorname soll der Mädchenname der Mutter sein.
Sein erster Auftritt als Schauspieler war am 5. Februar 1744 im Vorgängerhaus des Dubliner Theatre Royal in der Smock Alley. Dies verbesserte seine wirtschaftliche Position deutlich. Zum ersten Mal auf einer Londoner Bühne, dem Theatre Royal Drury Lane, trat er dann 1746 in der Rolle des Othello auf.
Sein Talent wurde rasch erkannt und so trat er im Wechsel mit David Garrick in den Dramen Hamlet und Macbeth auf. Als er in der Rolle des Romeo großen Erfolg hatte, erregte er die Eifersucht Garricks. Das führte dazu, dass er 1750 vom Dury Lane zum Royal Opera House in Covent Garden wechselte, begleitet durch Susannah Maria Cibber, seiner Julia. Beide Häuser standen nun in Rivalität zueinander und setzten das beliebte Stück Romeo und Julia stets zeitgleich an. Hierbei kam Barrys Romeo bei der Kritik jedoch besser an.
Barry eröffnete 1758 das Crow Street Theatre in Dublin, welches später zu einem Theatre Royal werden sollte. Danach eröffnete er auch ein Theater in Cork, das spätere Theatre Royal Cork. Er inszenierte viele erfolgreiche Produktionen. Jedoch vergeudete er die Einnahmen des Theaters durch private, ausschweifende  Partys.  1767 kehrte er nach London zurück, um am Haymarket Theatre zu spielen. 1768 wurde die Schauspielerin Ann Street Barry (1733–1801) zu seiner zweiten Ehefrau. Das Ehepaar spielte unter Garricks Management, mit welchem er einen Burgfrieden schloss. Nach zehn Jahren Abwesenheit von Londoner Bühnen erschien Barry hier 1767, in Othello, seiner größten Rolle. 1774 zog Barry mit seiner Frau und seinem Sohn gleichen Namens, in den Stadtteil Covent Garden, wo er bis zu seinem Tode lebte. Er wurde 57 Jahre alt.
Seine Frau bat David Garrick die Grabinschrift zu verfassen, was dieser aber ablehnte. Die Trauerfeierlichkeiten und Beisetzung fanden in der Westminster Abbey statt. Als Ann Street Barry 1801 starb, ließ sie sich, obgleich wiederverheiratet, neben Spranger Barry beisetzen.